# Aldus
Aldus — американская компания, наиболее известная как создатель (в 1985 году) компьютерной настольной издательской системы PageMaker. Компания была основана в 1984 году Джереми Джейком (англ. Jeremy Jaech), Марком Сундстрёмом (англ. Mark Sundstrom), Майком Темплменом (англ. Mike Templeman), Дэйвом Уолтером (англ. Dave Walter) и Полом Брейнердом (англ. Paul Brainerd), Брейнерд был на протяжении всего времени существования компании её президентом.
Штаб-квартира компании находилась в Сиэтле. 1 сентября 1994 года компания была поглощена корпорацией Adobe.
Также компания Aldus разработала графический формат TIFF (акроним от англ. Tagged Image File Format), используемый для хранения и обмена растровыми изображениями. 
Своё название компания получила в честь венецианского книгопечатника XV века Альда Мануция.